# Мадимар
Мадима́р (ранее — Интыма́к, каз. Мәдімар) — аул в Байзакском районе Жамбылской области Казахстана, административный центр Ынтымакского сельского округа. Код КАТО — 313663100.

## География
Аул расположен в западной части Байзакского района, в 15 километрах к северу от районного центра, села Сарыкемер, в 27 километрах к северу от областного центра, города Тараз. Ближайшая железнодорожная станция Шайкорык — расположена в 25 километрах к юго-западу от аула (по дороге — 36 км). Соседние населённые пункты: Женис в 5 километрах к востоку, Жетыбай в 4 километрах к югу, Кенес в 8 километрах к северо-западу. Транспортное сообщение осуществляется по автодороге КН-7 (Тараз — Ойык). Высота центра населённого пункта — 485метров над уровнем моря.

## Население
| Численность населения | Численность населения | Численность населения |
| 1989                  | 1999                  | 2009                  |
| --------------------- | --------------------- | --------------------- |
| 2018                  | ↗2087                 | ↘2015                 |